# Joubert Araújo Martins
Joubert Araújo Martins (Cuiabá, 7 januari 1975), ook wel bekend onder de naam Beto, is een voormalig Braziliaans voetballer.

## Braziliaans voetbalelftal
Beto debuteerde in 1995 in het Braziliaans nationaal elftal en speelde 12 interlands.